# Siliqua patula
Siliqua patula is een tweekleppigensoort uit de familie van de Pharidae. De wetenschappelijke naam van de soort is voor het eerst geldig gepubliceerd in 1789 door Dixon.